# Rosa Giove
Rosa Amelia Giove Nakazawa (Lima, 23 de mayo de 1952-Tarapoto, 7 de marzo de 2022) fue una médica cirujana, docente e investigadora en el tratamiento de adicciones y en medicina tradicional amazónica. Fue una de las fundadoras del Centro Takiwasi, un centro de rehabilitación de toxicómanos fundado en 1992 y con sede en Tarapoto, Perú. Fue decana regional en San Martín del Colegio Médico del Perú (2008-2009) y coordinadora del departamento de «Medicina Alternativa, Tradicional y Complementaria del Foro Salud en Tarapoto» (2006-2009).
Elaboró el expediente técnico presentado al entonces Instituto Nacional de Cultura a través del cual se emitió la Declaratoria de Patrimonio Cultural de la Nación de los «conocimientos y usos tradicionales del ayahuasca practicados por las comunidades nativas amazónicas, como garantía de continuidad cultural» en la Resolución Directoral Nacional n.° 836/INC del 24 de junio de 2008.
Fue la creadora del canto ritual «Ábrete, corazón» que definió como íkaro y fue recibido durante una dieta, en donde según ella: «Tuve un sueño fuerte, vino con la imagen de un árbol que se abría, que se expandía. Al mismo tiempo yo sentía cómo en mi cuerpo el aire entraba y salía, era el proceso de respiración, que no es otra cosa que el intercambio con la vida: tomar la energía de la vida y soltar». El canto fue versionado y popularizado por Alonso del Río en su álbum Punto de fase de 2001.
Falleció el lunes 7 de marzo de 2022 luego de un proceso de salud que se inició en septiembre de 2021 en donde el cansancio y la pérdida de apetito fueron en aumento. Diversas personas e instituciones vinculadas a la medicina tradicional y la investigación manifestaron su pesar y le rindieron homenaje, como el Centro Amazónico de Antropología y Aplicación Práctica (CAAAP), Plantaforma para la Defensa de la Ayahuasca, la Asociación Transpersonal del Perú y el Grup Associat pels Serveis de Salut (GASS) en Barcelona.

## Publicaciones
Nota: Esta es una lista de algunos de los trabajos científicos más citados de la investigadora; para revisar el listado completo revise el perfil de la investigadora en Google Scholar.
- 2016. Giove, Rosa. Ritual del ayahuasca: estudio elaborado para sustentar el reconocimiento y declaratoria de las manifestaciones culturales vigentes como patrimonio cultural. Serie Ensayos. Tarapoto: Ministerio de Cultura, Dirección Desconcentrada de Cultura San Martín. p. 72.
- 2013. Giove, Rosa. «Visiones que sanan adicciones».  En Almendro, Manuel, ed. Qué es la Curación (Barcelona: Editorial Kairós). ISBN 9788499881775.
- 2000. Giove, Rosa. La liana de los muertos al rescate de la vida. Medicina tradicional amazónica en el tratamiento de las toxicomanias. Siete anõs de experiencia del Centro Takiwasi. Tarapoto: Takiwasi/DEVIDA.
- 1996. Giove, Rosa. Medicina tradicional amazónica en el tratamiento del abuso de drogas: experiencia de dos años y medio, 92-94. Tarapoto: Centro Takiwasi. p. 137.
- 1994.  Giove, Rosa. «Acerca del “Icaro” o canto shamanico». Revista Takiwasi (Tarapoto: Centro Takiwasi) (2): 7-27.